# Čizma
 Ovo je glavno značenje pojma Čizma. Za naselje u općini Kiseljak, BiH pogledajte Čizma (Kiseljak, BiH).
Čizma, čižma ili škornja je komad obuće, koji pokriva veću ili manju dužinu nogu. Najniže čizme dosežu samo 5-10 cm iznad gležnja i zovu se gležnjače, dok su čizme iznad koljena i ribarske čizme najduže.
Čizme se nose u raznim prigodama, dizajnirane su, da štite i griju noge te služe i kao modni dodatak. U prošlosti su bile predodređene za plemstvo. Trošak proizvodnje bio je preskup za obične ljude, koji su za obuću koristili komad kože vezan oko nogu. Izrađuju se od različitih materijala poput prirodne i umjetne kože, tkanine, vune, gume itd. Za određene namjene, proizvedene su posebne vrste čizama, npr. specijalizirane za određenu vrstu posla.

## Podjela čizama
Čizme se po dužini dijele na: gležnjače, čizme do koljena i čizme preko koljena. Po stilu se dijele na: modne čizme (bez potpetice, s potpeticom i s platformom), kaubojske čizme, tradicionalne čizme i dr. Po namjeni se dijele na: čizme za jahanje, ribarske čizme, vojničke čizme, motociklističke čizme, radne čizme (gumene, kožne, s metalnom zaštitom) itd.

## Galerija
- Ženske modne čizme
- Vojničke čizme
- Kaubojske čizme
- Motociklistička čizma
- Gumene čizme Wellington
- Ribarske čizme
- Radne čizme
- Starogrčke čizme od terakote